# Pteridium esculentum
Espèce
Pteridium esculentum communément appelée fougère australe est une espèce de fougère de la famille des Dennstaedtiaceae originaire d'un certain nombre de pays de l'hémisphère sud.  Pteridium esculentum est une espèce proche de Pteridium aquilinum (Fougère aigle) dont elle était concidérée comme une variété.

## Description
P. esculentum croît de rhizomes rampants couverts de poils roux. De là partent de grandes frondes à peu près triangulaires qui poussent à 0,5 à 2 mètres de hauteur. Les frondes sont raides avec un stipe brun.

## Répartition et habitat
On le trouve dans tous les États de l'Australie en dehors du territoire du Nord, ainsi qu'en Nouvelle-Zélande, sur l'île de Norfolk, en Malaisie, en Polynésie et en Nouvelle-Calédonie. Au Victoria, elle est répandue et commune jusqu'à une altitude de 1 000 mètres. En Nouvelle-Galles du Sud, on la trouve dans tout le centre, l'est et du sud de l'État. Elle peut aussi être une mauvaise herbe et d'envahir des zones perturbées. En Australie-Occidentale, elle pousse près des côtes sud et ouest, vers le nord jusqu'à Geraldton.

## Rôle écologique
Comme ses parents de l'hémisphère nord, Pteridium esculentum est très rapide à coloniser des zones perturbées et peut supplanter les autres plantes pour former un sous-étage dense. Il est souvent considéré comme une mauvaise herbe. Il crée un microclimat plus humide à l'abri de ses feuilles et fournit de la nourriture à une variété d'insectes indigènes. Deux espèces de drosophiles ont été trouvées dans une étude de terrain près de Sydney. Une autre étude près de Sydney a découvert 17 arthropodes herbivores (15 insectes et deux acariens), et est remarquable par l'absence d'hyménoptères (fourmis, abeilles et guêpes) et de coléoptères (scarabées).

## Nomenclature et systématique
D'abord décrite comme Pteris esculenta par le botaniste allemand Georg Forster rn 1786, elle a obtenu son nom  binomial actuel en 1908. Le peuple Eora de la région de Sydney l'appelait gurgi .

## Usages
Les Maoris de la Nouvelle-Zélande utilisaient les rhizomes de P. esculentum (patu aruhe)  comme aliment de base, en particulier pour les groupes d'explorateurs ou de chasseurs éloignés des lieux d'implantation permanente; une grande partie de la distribution de cette espèce dans l'actuelle Nouvelle-Zélande est en fait une conséquence de la déforestation préhistorique et de la tendance qui s'est ensuivie à planter des aruhes sur les sols riches (qui produisent les meilleurs rhizomes). Les rhizomes sont séchés à l'air afin de pouvoir être stockés et de devenir plus légers. Pour la consommation, ils étaient brièvement chauffés et attendris avec une patu aruhe (un pilon à rhizome); l'amidon pouvait alors être sucé des fibres pour les repas quotidiens, ou recueilli collectivement pour les plus grandes fêtes.
Les Aborigènes en Australie mangeaient les racines après avoir les avoir réduites en pâte et grillées.